# Тёмная (Тюменская область)
Тёмная — деревня в Голышмановском городском округе Тюменской области. Входит в состав Среднечирковского сельского поселения.

## География
Деревня находится между озёрами Тёмное и Северное. 

## Население
| 1989 | 2002 | 2010 |
| ---- | ---- | ---- |
| 33   | ↘6   | ↗7   |